# Memmelshoffen
Memmelshoffen település Franciaországban, Bas-Rhin megyében. Lakosainak száma 319 fő (2022. január 1.). Memmelshoffen Keffenach, Retschwiller és Soultz-sous-Forêts községekkel határos.

## Népesség
A település népességének változása:
| Lakosok száma | 327  | 332  | 338  | 332  | 328  | 324  | 329  | 324  | 319  |
|               | 2013 | 2015 | 2016 | 2017 | 2018 | 2019 | 2020 | 2021 | 2022 |